# Grigore de Nyssa

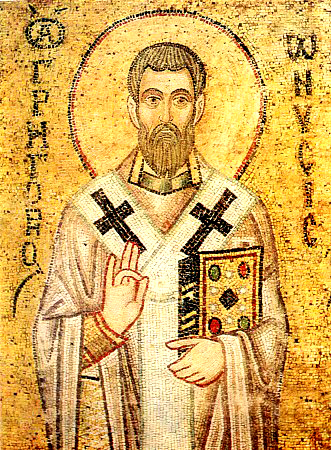
Grigore de Nyssa, mozaic bizantin din sec. al XI-lea

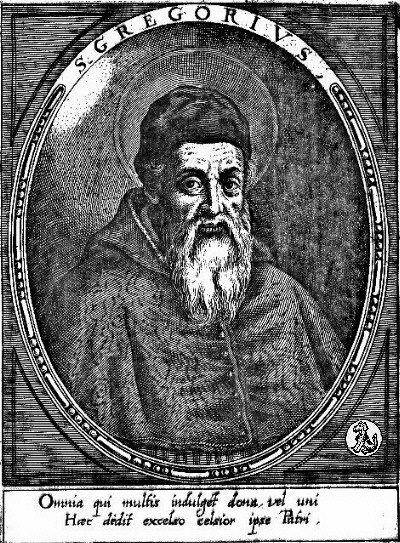
Grigore de Nyssa, reprezentare renascentistă

Grigore de Nyssa (n. ca. 330/335 - d. după 394) a fost un teolog creștin din secolul al IV-lea, fratele lui Vasile cel Mare, prieten cu Grigore de Nazianz. Cei trei formează în cadrul părinților greci ai Bisericii grupul părinților capadocieni. Grigore de Nyssa este cunoscut prin faptul că în rezolvarea diferitelor probleme de filosofie și teologie a căutat să găsească răspunsuri în armonie cu credința, răspunsuri care în același timp răspundeau cerințelor rațiunii umane. Biserica îl amintește la 10 ianuarie.

## Biografie
S-a născut la Cezareea (Capadocia), în anul 335, din părinți creștini. A făcut parte dintr-o familie numeroasă, dar, spre deosebire de ceilalți nouă frați, el s-a dovedit a fi înclinat spre o viață lumească, voioasă, zgomotoasă: prefera vânătoarea, festivitățile, grupurile vesele în locul studiului și exercițiilor de pietate. Fiind sfătuit de fratele său, sfântul Vasile cel Mare, și de sora sa, Macrina, a renunțat la modul greșit în care și-a trăit viața. După un anumit timp, în care a predat retorica în școli particulare, a părăsit totul și s-a dus alături de fratele său, care împreună cu prietenul lor Grigore de Nazianz se retraseră în singurătate, pentru a se dedica netulburați studiului operelor lui Origene și ale lui Metodiu din Olimp.

De virginitate

A scris primul tratat despre desăvârșirea creștinească: "De virginitate" (Despre feciorie). După împărțirea Capadociei în două provincii, decisă de împăratul Valens, sfântul Vasile l-a desemnat pe fratele său Grigore pentru sediul episcopal din Nyssa. Aici a avut parte de ostilitatea furioasă a arianilor. Trimis în exil, în anul 376, după doi ani a fost rechemat și repus în drepturi. A participat în anul 381 la conciliul ecumenic convocat de Teodosiu. Părinții conciliului, admirând pregătirea sa filozofică și teologică, l-au numit "columnă a dreptei credințe". În anul 394 este prezent la un alt sinod ținut la Constantinopol. Sunt celebre predicile sale în care tălmăcește Sfânta Scriptură și discursurile funebre pentru personalitățile mai de vază din timpul său. Se crede că a murit în anul 395.

## Chip și asemănare
În ce constă măreția omului? se întreabă Grigore de Nyssa. Nu în asemănarea lui cu lumea creată, ci în faptul că este făcut după chipul naturii care l-a creat, după chipul și asemănarea lui Dumnezeu. Dacă chipul este o însușire "naturală", asemănarea este rodul libertății și al efortului voinței. Așadar, asemănarea este orientarea și mișcarea de bază a chipului spre perfecțiunea lui Dumnezeu. Pentru sfântul Grigore, Moise este exemplul cel mai elocvent al voinței de asemănare cu creatorul deoarece nu se oprește deloc în urcușul său, nici nu-și fixează limite în ascensiunea sa către înălțime, ci, o dată ce a pus piciorul pe scară, el nu încetează de a urca treptele acesteia și continuă mereu să urce, deoarece orice treaptă pe care o urcă dă întotdeauna spre o alta. Asemănarea se realizează progresiv prin intermediul stăpânirii și sublimării simțurilor, cunoașterii lui Dumnezeu, ascezei creștine și rugăciunii.